# Reloj sincrónico Shortt

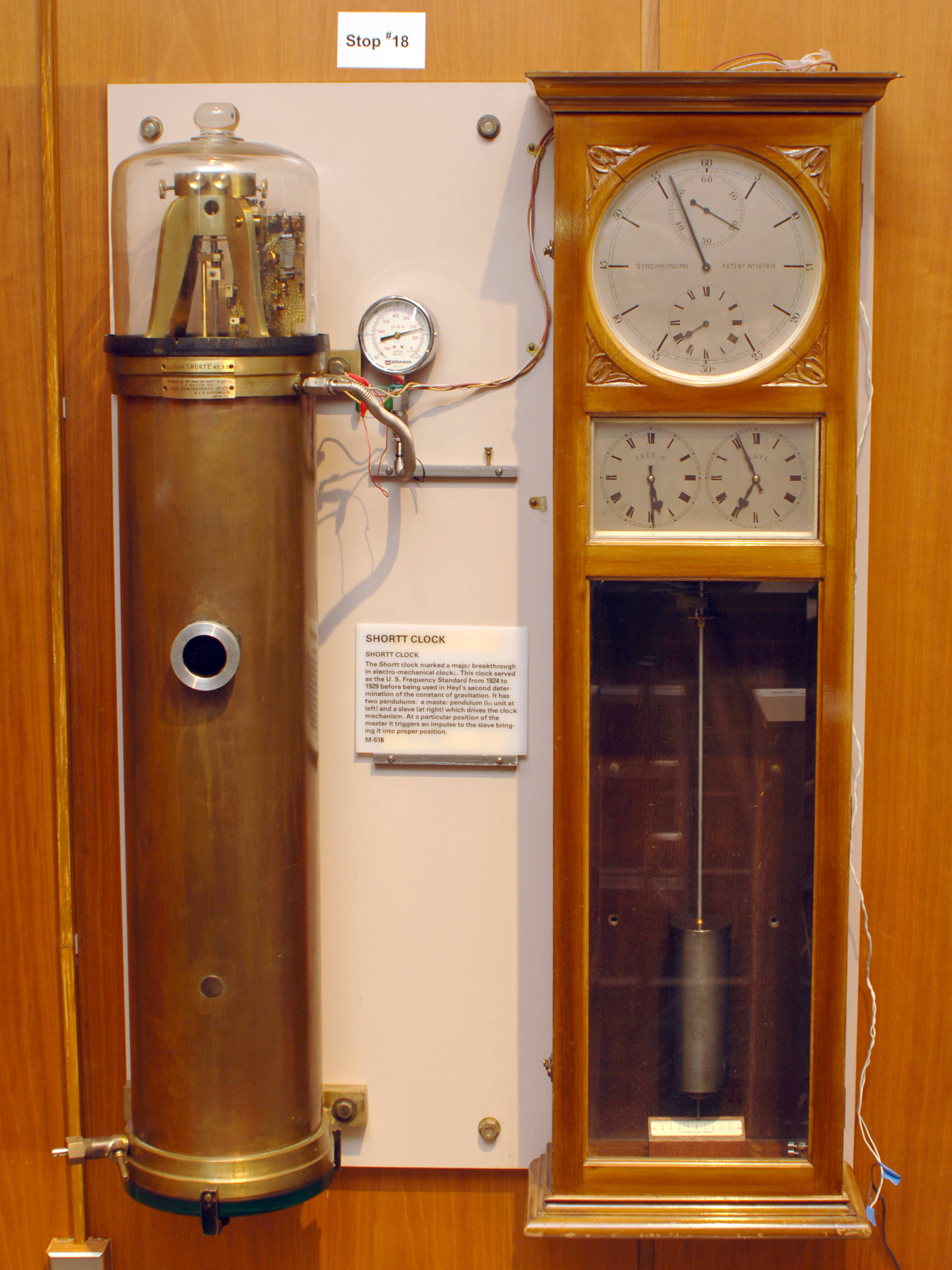
Reloj Shortt en el museo del Instituto Nacional de Estándares y Tecnología de EE. UU. (Gaithersburg, Maryland). Este reloj fue comprado en 1929 y utilizado en la medición de la constante gravitatoria por parte del físico Paul R. Heyl. A la izquierda está el péndulo primario en su tanque de vacío

El reloj sincrónico Shortt (nombre original en inglés: "Shortt–Synchronome free pendulum clock") es un complejo reloj de péndulo de precisión electromecánico, inventado en 1921 por el ingeniero ferroviario británico William Hamilton Shortt en colaboración con el experto en cronometría Frank Hope-Jones, y fabricado por la Synchronome Company, Ltd., de Londres. Fueron los relojes de péndulo más precisos jamás producidos comercialmente, y se convirtieron en el estándar más alto para la medición del tiempo entre las décadas de 1920 y 1940, después de lo cual los relojes mecánicos fueron reemplazados por los estándares de tiempo basados en resonadores de cuarzo. Se utilizaron en todo el mundo en observatorios astronómicos, observatorios navales, en investigaciones científicas y como patrón primario para los servicios de difusión horaria nacionales. Fue el primer reloj capaz de detectar alteraciones del giro de nuestro planeta, y en 1926 se usó para observar pequeños cambios estacionales en la tasa de rotación de la Tierra. Los relojes Shortt alcanzaron una precisión de alrededor de un segundo por año, aunque mediciones posteriores indicaron que eran aún más precisos. Se produjeron alrededor de 100 ejemplares entre 1922 y 1956.
Los relojes Shortt marcaban el tiempo con dos péndulos: un péndulo primario oscilando en un tanque de vacío; y un péndulo secundario en un reloj separado, que estaba sincronizado con el primario por medios electromecánicos. El péndulo secundario estaba unido a los mecanismos de cronometraje del reloj, dejando al péndulo primario prácticamente libre de perturbaciones externas.

## Descripción
El reloj Shortt consta de dos unidades separadas: el péndulo principal situado en tanque de vacío de cobre de 26 cm de diámetro y 125 cm de alto fijado a una pared, y un reloj de péndulo de precisión vinculado a él, situado a unos metros de distancia. Para evitar cualquier posibilidad de acoplamiento entre los dos péndulos, ambas unidades se instalan muy separadas, en habitaciones diferentes, o las unidades se orientan de manera que los planos de oscilación de los dos péndulos estuvieran separados por noventa grados. El reloj secundario era una versión modificada de un reloj regulador de precisión Synchronome estándar. Los dos componentes estaban unidos por cables que transportaban pulsos eléctricos que accionaban electroimanes en los mecanismos para mantener los dos péndulos oscilando en sincronismo. La varilla del péndulo principal y su peso de 14 libras estaban hechos de la aleación invar para reducir la dilatación térmica y la contracción del péndulo que de otro modo causaría que variara su período con los cambios de temperatura. La tasa de expansión térmica residual se compensó a cero con un inserto de metal debajo de la masa. El vacío en el tanque se lograba mediante una bomba manual a una presión de alrededor de 30 mmHg (40 hPa) para evitar que los cambios de la presión atmosférica afectasen a la velocidad del péndulo, y también para reducir en gran medida la resistencia del aire sobre el péndulo, lo que aumentaba su factor de calidad de 25.000 a 110.000, aumentando así su precisión en un factor de cuatro. Los experimentos de Shortt demostraron que a una presión de 30 mmHg la energía consumida por la flexión del resorte de suspensión era igual a la energía consumida por desviar las moléculas de aire residuales y, por lo tanto, no se requería un vacío mayor.
Ambos péndulos eran péndulos de segundos, de aproximadamente 1 metro (39 in) de largo, con un periodo de 2 segundos. Cada oscilación del péndulo primario duraba exactamente un segundo, y el ritmo natural del secundario era un poco más largo. Los péndulos recibían un impulso del mecanismo una vez cada 30 segundos para mantenerlos oscilando. El reloj secundario tenía dos diales que mostraban el tiempo de cada péndulo, para verificar que estuvieran sincronizados. También tenía terminales eléctricos que producían una señal de sincronización a 1Hz. Se podían conectar cables a estos terminales para transmitir la señal horaria ultraprecisa del reloj a relojes de otras ciudades, o transmitirla por radio.

## Causas de su precisión

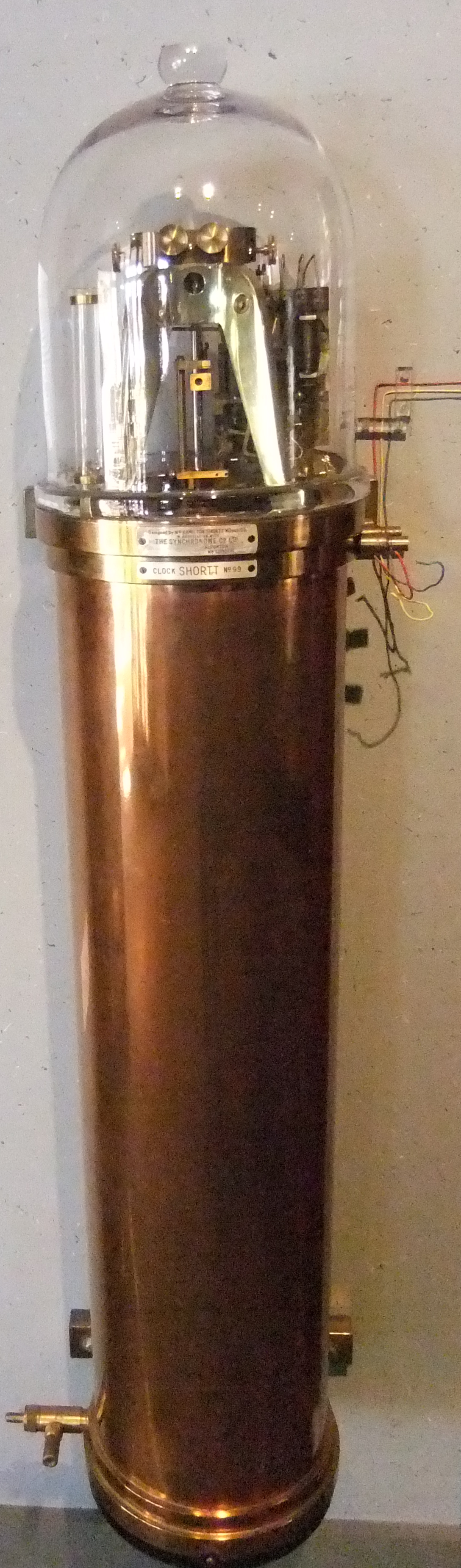
Tanque del péndulo primario

Un péndulo que oscila en el vacío sin fricción, a una amplitud constante y libre de perturbaciones externas, en teoría mantiene el tiempo perfecto. Sin embargo, los péndulos de los relojes tienen que estar unidos al mecanismo del reloj, lo que altera su oscilación natural, y esta fue la principal causa de error en los relojes de precisión de principios del siglo XX. El mecanismo de un reloj ordinario interactúa con el péndulo en cada oscilación para realizar dos funciones: primero, el péndulo debe activar algún tipo de enlace para registrar el paso del tiempo. En segundo lugar, el mecanismo del reloj, activado por el vínculo, debe darle al péndulo un impulso para reemplazar la energía que el péndulo pierde por fricción, para mantenerlo oscilando. Estas dos funciones perturban el movimiento del péndulo.
Las ventajas del reloj Shortt son, en primer lugar, que reduce la perturbación del péndulo primario debido al impulso al darle a los péndulos un impulso una vez cada 30 segundos exactamente (30 oscilaciones del péndulo) y, en segundo lugar, elimina todas las demás interacciones con el reloj primario del péndulo, generando la señal de sincronización precisa necesaria para controlar el reloj secundario (y registrar el paso del tiempo) desde el propio mecanismo de impulso, dejando que el péndulo oscile libre de interferencias.

## Cómo funciona
Los péndulos primario y secundario estaban unidos en un sistema de realimentación que mantenía al secundario sincronizado con el primario. El reloj secundario tenía un mecanismo de escape mecánico que utilizaba una "rueda contadora" de 15 dientes que se movía hacia adelante en cada movimiento del péndulo hacia la derecha mediante un trinquete unido al péndulo.
Cada 15 oscilaciones (30 segundos), este escape liberaba un escape por gravedad que daba un impulso al péndulo secundario. Mientras caía, la palanca de gravedad del péndulo secundario cerraba un interruptor que activaba un electroimán que restablecía (elevándola) la palanca de gravedad del péndulo secundario y también enviaba un pulso de corriente a un electroimán en la unidad primaria, que liberaba una segunda palanca de gravedad para impulsar al péndulo primario.
El impulso al péndulo primario era proporcionado por el peso de su palanca de gravedad (que actuaba como un remontuar) que rodaba desde una rueda unida al péndulo primario. Este mecanismo aseguraba que el péndulo primario recibiera un impulso mecánico idéntico cada 30 segundos, muy cerca exactamente de la misma parte de su carrera.
La palanca de gravedad del péndulo primario que caía cerraba un par de contactos en un segundo circuito eléctrico, que restablecía esa palanca y suministraba un pulso eléctrico al sincronizador en la unidad secundaria. Aunque el comienzo del ciclo, iniciado por la unidad secundaria, podía variar en una cantidad muy pequeña cada treinta segundos, la acción de reinicio y sincronización (que solo tenía lugar en el momento en que la referencia del conjunto del brazo de gravedad del reloj primario se desviaba) estaba fijada en la posición del péndulo primario, y representaba la hora exacta derivada del péndulo libre (el primario).

### Sincronizador de impulso y fallo
El pulso del péndulo primario se utilizó para mantener en la misma fase el péndulo secundario a través de un dispositivo llamado sincronizador de impulso y fallo.
Cada 30 oscilaciones, después de que se hubiese impulsado el péndulo primario, se comparaba la posición de los dos péndulos. Esto se hacía mediante un pulso eléctrico del segundo circuito, activado por la palanca de gravedad del péndulo primario, que usaba un segundo electroimán en la unidad secundaria para mover una paleta en la trayectoria de una ballesta conectada al péndulo secundario. Si el péndulo secundario iba a la zaga del primario, el resorte se engancharía en la paleta (lo que se denomina "impulso"). El resorte daría un impulso al péndulo secundario, lo que acortaría el tiempo de esa oscilación. Si el péndulo secundario estuviera por delante del péndulo primario (un "fallo"), la ballesta perdería la paleta y el péndulo secundario haría su oscilación normal, sin la aceleración de la ballesta.
El péndulo secundario se fijó a un ritmo ligeramente más lento que el primario, por lo que el secundario se retrasaría más respecto del primario en cada intervalo hasta que recibiera un "impulso" que lo adelantara de nuevo. Normalmente, la aceleración resultante de un "impacto" se ajustaría para que fuera aproximadamente el doble de la pérdida normal, de modo que los ciclos de "impulso" y "fallo" se alternarían aproximadamente, de ahí el nombre del mecanismo. Este ciclo, repetido una y otra vez, mantenía al péndulo secundario exactamente en sintonía con el primario a largo plazo. Este circuito de retroalimentación funcionó como una versión electromecánica de un lazo de seguimiento de fase, utilizado más tarde en los relojes de cuarzo electrónicos y en los relojes atómicos.

## Costo original
En 1928, el inventor estadounidense Alfred Lee Loomis visitó el taller de Frank Hope-Jones, y se le mostró un sexto reloj casi terminado. Después de que a Loomis le dijeron que el precio era de 240 libras esterlinas (equivalentes a unas 17.000 £ en 2023), sorprendió a Hope-Jones al encargar tres relojes y pagar por adelantado el primero. Los tres relojes se instalaron en el laboratorio Loomis en Tuxedo Park (Nueva York).

## Posteriores mediciones de su precisión
En 1984, Pierre Boucheron estudió la precisión de un reloj Shortt en funcionamiento que se exhibía en el Observatorio Naval de los Estados Unidos.
Utilizando modernos sensores ópticos que detectan el tiempo preciso de paso del péndulo sin perturbarlo, comparó su velocidad con un reloj atómico durante un mes. Descubrió que era estable con un margen de 200 microsegundos por día (2,31 ppb), equivalente a una tasa de error de un segundo en 12 años, mucho más preciso que el segundo por año que se medía anteriormente. Sus datos revelaron que el reloj era tan sensible que detectaba ligeros cambios en la gravedad debido a las distorsiones mareales de la Tierra causadas por la gravedad del Sol y la Luna.